# Grand Prix 2007
Turniej Grand Prix w roku 2007 był dwudziestą piątą edycją tych rozgrywek w historii snookera, które odbyły się w Aberdeen (drugi raz w tym mieście). Jest to drugi turniej sezonu 2007/2008. Mecze rozegrane zostały w dniach 13–21 października 2007 roku. Miejscem rozgrywania turnieju była hala Conference Centre. Od tych rozgrywek turniej nazywać się będzie Royal London Watches Grand Prix ponieważ pozyskał kolejnego sponsora. Jest to jedyny turniej rankingowy rozgrywany systemem grupowym. Dopiero najlepsza szesnastka gra systemem pucharowym.
W Polsce turniej Royal London Watches Grand Prix 2007 transmitowała komercyjna stacja telewizyjna Eurosport.
Obrońcą tytułu mistrzowskiego był Australijczyk Neil Robertson, odpadł on jednak już w fazie grupowej.
Zwycięzcą turnieju został reprezentant Hongkongu Marco Fu, który po raz pierwszy triumfował w imprezie rankingowej. Wcześniej Fu tylko jeden raz dotarł do finału turnieju, a był nim również Grand Prix (w 1998 roku).

## Pula nagród
- Suma nagród £470.500
- Zwycięzca turnieju £75.000
- Drugie miejsce £35.000
- Zwycięzcy półfinałów £20.000
- Zwycięzcy ćwierćfinałów £11.000
- Zwycięzcy 1/8 finału 16 £7.000
- Wysokie breaki
  - faza przed telewizyjna £500
  - faza telewizyjna £4.000
- Breaki maksymalne
  - faza przed telewizyjna £1000
  - faza telewizyjna £20.000

## Breaki 100 punktowe
W fazie grupowej turnieju właściwego maksymalnego i najwyższego w całym turnieju breaka wbił Anglik Tom Ford. Miało to miejsce w trakcie meczu ze Steve’em Davisem. W fazie pucharowej play-off padły następujące breaki ≥100:
| Zawodnik          | Breaki   |
| ----------------- | -------- |
| Ronnie O’Sullivan | 137      |
| Gerard Greene     | 123, 101 |
| Marco Fu          | 119, 105 |
| John Higgins      | 112, 110 |
| Peter Ebdon       | 103      |
| Liu Song          | 102      |
| Ali Carter        | 101      |
| Ryan Day          | 100      |

## Kwalifikacje
Turniej kwalifikacyjny rozegrany został w dniach 17 – 23 września w Prestatynie w Wielkiej Brytanii. Uczestniczyło w nim 64 zawodników w ośmiu grupach po ośmiu snookerzystów, z których po dwóch awansowało do fazy grupowej turnieju głównego:
- z grupy A: Mark Davis i Mark Joyce
- z grupy B: Tom Ford i Jimmy Michie
- z grupy C: Joe Delaney i Ben Woollaston
- z grupy D: Stuart Pettman i Liu Song
- z grupy E: Fergal O’Brien i Michael Judge
- z grupy F: Ricky Walden i Marcus Campbell
- z grupy G: Paul Davies i Tian Pengfei
- z grupy H: Andrew Norman i Rory McLeod.

W turnieju kwalifikacyjnym maksymalnego, 147-punktowego breaka zdobył Jamie Burnett.

## Faza grupowa
W fazie grupowej uczestniczyło 48 zawodników (najlepsza 32 oraz 16 kwalifikantów). Grali oni o dwa miejsca premiowane awansem do najlepszej szesnastki.

### Grupa A
| Lp. | Zawodnik       | Z | P | Frame’y | Bilans |
| --- | -------------- | - | - | ------- | ------ |
| 1.  | Joe Swail      | 4 | 1 | 18-11   | +7     |
| 2.  | Joe Perry      | 4 | 1 | 16-12   | +4     |
| 3.  | Jimmy Michie   | 2 | 3 | 14-14   | 0      |
| 3.  | Neil Robertson | 2 | 3 | 14-14   | 0      |
| 5.  | Stephen Lee    | 2 | 3 | 13-16   | -3     |
| 6.  | Mark Davis     | 1 | 4 | 9-17    | -8     |

| 13 października | 13 października | 13 października | 14 października | 14 października | 14 października | 16 października | 16 października | 16 października |
| --------------- | --------------- | --------------- | --------------- | --------------- | --------------- | --------------- | --------------- | --------------- |
| Neil Robertson  | 2:4             | Jimmy Michie    | Neil Robertson  | 4:0             | Joe Perry       | Neil Robertson  | 2:4             | Stephen Lee     |
| Stephen Lee     | 2:4             | Joe Swail       | Stephen Lee     | 0:4             | Jimmy Michie    | Mark Davis      | 4:1             | Jimmy Michie    |
| Joe Perry       | 4:1             | Mark Davis      | Joe Swail       | 4:0             | Mark Davis      | Joe Swail       | 2:4             | Joe Perry       |
| Neil Robertson  | 4:2             | Mark Davis      | Neil Robertson  | 2:4             | Joe Swail       |                 |                 |                 |
| Stephen Lee     | 3:4             | Joe Perry       | Stephen Lee     | 4:2             | Mark Davis      |                 |                 |                 |
| Joe Swail       | 4:3             | Jimmy Michie    | Joe Perry       | 4:2             | Jimmy Michie    |                 |                 |                 |

### Grupa B
| Lp. | Zawodnik          | Z | P | Frame’y | Bilans |
| --- | ----------------- | - | - | ------- | ------ |
| 1.  | Ronnie O’Sullivan | 5 | 0 | 20-6    | +14    |
| 2.  | Gerard Greene     | 4 | 1 | 18-9    | +9     |
| 3.  | Tom Ford          | 2 | 3 | 17-15   | +2     |
| 4.  | Dominic Dale      | 2 | 3 | 11-17   | -6     |
| 5.  | Steve Davis       | 2 | 3 | 9-18    | -9     |
| 6.  | Mark Joyce        | 0 | 5 | 10-20   | -10    |

| 13 października   | 13 października | 13 października | 14 października   | 14 października | 14 października | 15 października   | 15 października | 15 października |
| ----------------- | --------------- | --------------- | ----------------- | --------------- | --------------- | ----------------- | --------------- | --------------- |
| Ronnie O’Sullivan | 4:0             | Mark Joyce      | Ronnie O’Sullivan | 4:0             | Dominic Dale    | Ronnie O’Sullivan | 4:1             | Steve Davis     |
| Steve Davis       | 0:4             | Gerard Greene   | Steve Davis       | 4:3             | Mark Joyce      | Dominic Dale      | 0:4             | Gerard Greene   |
| Dominic Dale      | 4:3             | Tom Ford        | Gerard Greene     | 4:3             | Tom Ford        | Tom Ford          | 4:3             | Mark Joyce      |
| Ronnie O’Sullivan | 4:3             | Tom Ford        | Ronnie O’Sullivan | 4:2             | Gerard Greene   |                   |                 |                 |
| Steve Davis       | 4:3             | Dominic Dale    | Steve Davis       | 0:4             | Tom Ford        |                   |                 |                 |
| Gerard Greene     | 4:2             | Mark Joyce      | Dominic Dale      | 4:2             | Mark Joyce      |                   |                 |                 |

### Grupa C
| Lp. | Zawodnik        | Z | P | Frame’y | Bilans |
| --- | --------------- | - | - | ------- | ------ |
| 1.  | Peter Ebdon     | 5 | 0 | 20-12   | +8     |
| 2.  | Liu Song        | 3 | 2 | 16-12   | +4     |
| 3.  | Matthew Stevens | 3 | 2 | 14-14   | 0      |
| 3.  | Mark Selby      | 2 | 3 | 14-14   | 0      |
| 5.  | Dave Harold     | 2 | 3 | 13-15   | -2     |
| 6.  | Joe Delaney     | 0 | 5 | 10-20   | -10    |

| 13 października | 13 października | 13 października | 14 października | 14 października | 14 października | 16 października | 16 października | 16 października |
| --------------- | --------------- | --------------- | --------------- | --------------- | --------------- | --------------- | --------------- | --------------- |
| Peter Ebdon     | 4:3             | Liu Song        | Peter Ebdon     | 4:1             | Matthew Stevens | Peter Ebdon     | 4:2             | Mark Selby      |
| Mark Selby      | 2:4             | Dave Harold     | Mark Selby      | 4:1             | Liu Song        | Matthew Stevens | 4:1             | Dave Harold     |
| Matthew Stevens | 4:3             | Joe Delaney     | Dave Harold     | 4:1             | Joe Delaney     | Joe Delaney     | 2:4             | Liu Song        |
| Peter Ebdon     | 4:3             | Joe Delaney     | Peter Ebdon     | 4:3             | Dave Harold     |                 |                 |                 |
| Mark Selby      | 2:4             | Matthew Stevens | Mark Selby      | 4:1             | Joe Delaney     |                 |                 |                 |
| Dave Harold     | 1:4             | Liu Song        | Matthew Stevens | 1:4             | Liu Song        |                 |                 |                 |

### Grupa D
| Lp. | Zawodnik       | Z | P | Frame’y | Bilans |
| --- | -------------- | - | - | ------- | ------ |
| 1.  | Shaun Murphy   | 4 | 1 | 19-11   | +8     |
| 2.  | Marco Fu       | 4 | 1 | 19-14   | +5     |
| 3.  | Stuart Pettman | 3 | 2 | 16-13   | +3     |
| 4.  | Stuart Bingham | 2 | 3 | 13-13   | 0      |
| 5.  | Ding Junhui    | 2 | 3 | 13-14   | -1     |
| 6.  | Ben Woollaston | 0 | 5 | 5-20    | -15    |

| 13 października | 13 października | 13 października | 14 października | 14 października | 14 października | 15 października | 15 października | 15 października |
| --------------- | --------------- | --------------- | --------------- | --------------- | --------------- | --------------- | --------------- | --------------- |
| Shaun Murphy    | 4:0             | Ben Woollaston  | Shaun Murphy    | 4:2             | Stuart Bingham  | Shaun Murphy    | 4:3             | Ding Junhui     |
| Ding Junhui     | 1:4             | Marco Fu        | Ding Junhui     | 4:0             | Ben Woollaston  | Stuart Bingham  | 3:4             | Marco Fu        |
| Stuart Bingham  | 0:4             | Stuart Pettman  | Marco Fu        | 3:4             | Stuart Pettman  | Stuart Pettman  | 4:2             | Ben Woollaston  |
| Shaun Murphy    | 4:2             | Stuart Pettman  | Shaun Murphy    | 3:4             | Marco Fu        |                 |                 |                 |
| Ding Junhui     | 1:4             | Stuart Bingham  | Ding Junhui     | 4:2             | Stuart Pettman  |                 |                 |                 |
| Marco Fu        | 4:3             | Ben Woollaston  | Stuart Bingham  | 4:0             | Ben Woollaston  |                 |                 |                 |

### Grupa E
| Lp. | Zawodnik         | Z | P | Frame’y | Bilans |
| --- | ---------------- | - | - | ------- | ------ |
| 1.  | Ali Carter       | 5 | 0 | 20-4    | +16    |
| 2.  | Marcus Campbell  | 4 | 1 | 16-14   | +2     |
| 3.  | Michael Holt     | 3 | 2 | 15-14   | +1     |
| 3.  | Anthony Hamilton | 2 | 3 | 14-13   | +1     |
| 5.  | Fergal O’Brien   | 1 | 4 | 10-18   | -8     |
| 6.  | Graeme Dott      | 0 | 5 | 8-20    | -12    |

| 15 października  | 15 października | 15 października | 16 października | 16 października | 16 października  | 17 października  | 17 października | 17 października  |
| ---------------- | --------------- | --------------- | --------------- | --------------- | ---------------- | ---------------- | --------------- | ---------------- |
| Graeme Dott      | 3:4             | Ali Carter      | Graeme Dott     | 0:4             | Anthony Hamilton | Graeme Dott      | 1:4             | Michael Holt     |
| Anthony Hamilton | 3:4             | Michael Holt    | Ali Carter      | 4:0             | Marcus Campbell  | Ali Carter       | 4:0             | Fergal O’Brien   |
| Fergal O’Brien   | 3:4             | Marcus Campbell | Michael Holt    | 4:2             | Fergal O’Brien   | Anthony Hamliton | 3:4             | Marcus Campbell  |
| Graeme Dott      | 2:4             | Marcus Campbell |                 |                 |                  | Graeme Dott      | 2:4             | Fergal O’Brien   |
| Ali Carter       | 4:1             | Michael Holt    |                 |                 |                  | Ali Carter       | 4:0             | Anthony Hamilton |
| Anthony Hamilton | 4:1             | Fergal O’Brien  |                 |                 |                  | Michael Holt     | 2:4             | Marcus Campbell  |

### Grupa F
| Lp. | Zawodnik         | Z | P | Frame’y | Bilans |
| --- | ---------------- | - | - | ------- | ------ |
| 1.  | Ricky Walden     | 4 | 1 | 18-10   | +8     |
| 2.  | Michael Judge    | 4 | 1 | 18-14   | +4     |
| 3.  | Mark Allen       | 3 | 2 | 15-15   | 0      |
| 4.  | Mark J. Williams | 2 | 3 | 14-17   | -3     |
| 5.  | Ken Doherty      | 1 | 4 | 13-17   | -4     |
| 6.  | Ian McCulloch    | 1 | 4 | 14-19   | -5     |

| 15 października  | 15 października | 15 października | 16 października  | 16 października | 16 października | 17 października  | 17 października | 17 października  |
| ---------------- | --------------- | --------------- | ---------------- | --------------- | --------------- | ---------------- | --------------- | ---------------- |
| Ken Doherty      | 3:4             | Michael Judge   | Ken Doherty      | 0:4             | Ricky Walden    | Ken Doherty      | 3:4             | Mark Allen       |
| Mark J. Williams | 2:4             | Mark Allen      | Mark J. Williams | 4:3             | Ian McCulloch   | Mark J. Williams | 3:4             | Ricky Walden     |
| Ian McCulloch    | 2:4             | Ricky Walden    | Mark Allen       | 2:4             | Michael Judge   | Ian McCulloch    | 3:4             | Michael Judge    |
|                  |                 |                 | Ken Doherty      | 3:4             | Ian McCulloch   | Ken Doherty      | 4:1             | Mark J. Williams |
|                  |                 |                 | Mark J. Williams | 4:2             | Michael Judge   | Ian McCulloch    | 2:4             | Mark Allen       |
|                  |                 |                 | Mark Allen       | 1:4             | Ricky Walden    | Ricky Walden     | 2:4             | Michael Judge    |

### Grupa G
| Lp. | Zawodnik        | Z | P | Frame’y | Bilans |
| --- | --------------- | - | - | ------- | ------ |
| 1.  | Stephen Maguire | 4 | 1 | 17-9    | +8     |
| 2.  | Barry Hawkins   | 3 | 2 | 16-13   | +3     |
| 3.  | Stephen Hendry  | 3 | 2 | 17-16   | +1     |
| 3.  | Rory McLeod     | 3 | 2 | 16-15   | +1     |
| 5.  | Paul Davies     | 2 | 3 | 13-18   | -5     |
| 6.  | Jamie Cope      | 0 | 5 | 12-20   | -8     |

| 15 października | 15 października | 15 października | 16 października | 16 października | 16 października | 17 października | 17 października | 17 października |
| --------------- | --------------- | --------------- | --------------- | --------------- | --------------- | --------------- | --------------- | --------------- |
| Stephen Hendry  | 2:4             | Stephen Maguire | Stephen Hendry  | 4:3             | Barry Hawkins   | Stephen Hendry  | 4:3             | Jamie Cope      |
| Barry Hawkins   | 4:2             | Jamie Cope      | Stephen Maguire | 4:2             | Rory McLeod     | Stephen Maguire | 4:0             | Paul Davies     |
| Paul Davies     | 3:4             | Rory McLeod     | Jamie Cope      | 3:4             | Paul Davies     | Barry Hawkins   | 1:4             | Rory McLeod     |
| Stephen Hendry  | 4:2             | Rory McLeod     |                 |                 |                 | Stephen Hendry  | 3:4             | Paul Davies     |
| Stephen Maguire | 4:1             | Jamie Cope      |                 |                 |                 | Stephen Maguire | 1:4             | Barry Hawkins   |
| Barry Hawkins   | 4:2             | Paul Davies     |                 |                 |                 | Jamie Cope      | 3:4             | Rory McLeod     |

### Grupa H
| Lp. | Zawodnik      | Z | P | Frame’y | Bilans |
| --- | ------------- | - | - | ------- | ------ |
| 1.  | John Higgins  | 5 | 0 | 20-6    | +14    |
| 2.  | Ryan Day      | 3 | 2 | 17-10   | +7     |
| 3.  | Nigel Bond    | 2 | 3 | 12-14   | -2     |
| 3.  | Mark King     | 2 | 3 | 11-13   | -2     |
| 5.  | Tian Pengfei  | 2 | 3 | 12-17   | -5     |
| 6.  | Andrew Norman | 1 | 4 | 7-19    | -12    |

| 15 października | 15 października | 15 października | 16 października | 16 października | 16 października | 17 października | 17 października | 17 października |
| --------------- | --------------- | --------------- | --------------- | --------------- | --------------- | --------------- | --------------- | --------------- |
| John Higgins    | 4:2             | Tian Pengfei    | John Higgins    | 4:0             | Andrew Norman   | John Higgins    | 4:2             | Nigel Bond      |
| Ryan Day        | 4:2             | Nigel Bond      | Ryan Day        | 4:0             | Mark King       | Ryan Day        | 3:4             | Andrew Norman   |
| Mark King       | 4:1             | Andrew Norman   | Nigel Bond      | 4:2             | Tian Pengfei    | Mark King       | 3:4             | Tian Pengfei    |
|                 |                 |                 | John Higgins    | 4:0             | Mark King       | John Higgins    | 4:2             | Ryan Day        |
|                 |                 |                 | Ryan Day        | 4:0             | Tian Pengfei    | Mark King       | 4:0             | Nigel Bond      |
|                 |                 |                 | Nigel Bond      | 4:0             | Andrew Norman   | Andrew Norman   | 2:4             | Tian Pengfei    |

## Drabinka fazy pucharowej
|  |                            |                            |                            |                   |   |                              |                              |                              |  |  |                           |                           |                           |  |  |                       |                       |                       |
|  | 1/8 finału (Do 5 frame’ów) | 1/8 finału (Do 5 frame’ów) | 1/8 finału (Do 5 frame’ów) |                   |   | Ćwierćfinały (Do 5 frame’ów) | Ćwierćfinały (Do 5 frame’ów) | Ćwierćfinały (Do 5 frame’ów) |  |  | Półfinały (Do 6 frame’ów) | Półfinały (Do 6 frame’ów) | Półfinały (Do 6 frame’ów) |  |  | Finał (Do 9 frame’ów) | Finał (Do 9 frame’ów) | Finał (Do 9 frame’ów) |
|  | 1/8 finału (Do 5 frame’ów) | 1/8 finału (Do 5 frame’ów) | 1/8 finału (Do 5 frame’ów) |                   |   | Ćwierćfinały (Do 5 frame’ów) | Ćwierćfinały (Do 5 frame’ów) | Ćwierćfinały (Do 5 frame’ów) |  |  | Półfinały (Do 6 frame’ów) | Półfinały (Do 6 frame’ów) | Półfinały (Do 6 frame’ów) |  |  | Finał (Do 9 frame’ów) | Finał (Do 9 frame’ów) | Finał (Do 9 frame’ów) |
|  |                            |                            |                            |                   |   |                              |                              |                              |  |  |                           |                           |                           |  |  |                       |                       |                       |
|  |                            |                            |                            |                   |   |                              |                              |                              |  |  |                           |                           |                           |  |  |                       |                       |                       |
|  | Irlandia Północna          | Joe Swail                  | 5                          |                   |   |                              |                              |                              |  |  |                           |                           |                           |  |  |                       |                       |                       |
|  | Irlandia Północna          | Joe Swail                  | 5                          |                   |   |                              |                              |                              |  |  |                           |                           |                           |  |  |                       |                       |                       |
|  | Szkocja                    | Marcus Campbell            | 2                          |                   |   |                              |                              |                              |  |  |                           |                           |                           |  |  |                       |                       |                       |
|  | Szkocja                    | Marcus Campbell            | 2                          |                   |   | Irlandia Północna            | Joe Swail                    | 3                            |  |  |                           |                           |                           |  |  |                       |                       |                       |
|  |                            |                            |                            |                   |   | Irlandia Północna            | Joe Swail                    | 3                            |  |  |                           |                           |                           |  |  |                       |                       |                       |
|  |                            |                            | Anglia                     | Ronnie O’Sullivan | 5 |                              |                              |                              |  |  |                           |                           |                           |  |  |                       |                       |                       |
|  | Anglia                     | Ronnie O’Sullivan          | Anglia                     | Ronnie O’Sullivan | 5 | 5                            |                              |                              |  |  |                           |                           |                           |  |  |                       |                       |                       |
|  | Anglia                     | Ronnie O’Sullivan          |                            |                   |   |                              |                              |                              |  |  |                           |                           |                           |  |  |                       |                       |                       |
|  | Irlandia                   | Michael Judge              | 2                          |                   |   |                              |                              |                              |  |  |                           |                           |                           |  |  |                       |                       |                       |
|  | Irlandia                   | Michael Judge              | 2                          |                   |   | Anglia                       | Ronnie O’Sullivan            | 6                            |  |  |                           |                           |                           |  |  |                       |                       |                       |
|  |                            |                            |                            |                   |   |                              |                              |                              |  |  |                           |                           |                           |  |  |                       |                       |                       |
|  |                            |                            | Anglia                     | Shaun Murphy      | 5 |                              |                              |                              |  |  |                           |                           |                           |  |  |                       |                       |                       |
|  | Anglia                     | Peter Ebdon                | Anglia                     | Shaun Murphy      | 5 | 5                            |                              |                              |  |  |                           |                           |                           |  |  |                       |                       |                       |
|  | Anglia                     | Peter Ebdon                |                            |                   |   |                              |                              |                              |  |  |                           |                           |                           |  |  |                       |                       |                       |
|  | Anglia                     | Barry Hawkins              | 2                          |                   |   |                              |                              |                              |  |  |                           |                           |                           |  |  |                       |                       |                       |
|  | Anglia                     | Barry Hawkins              | 2                          |                   |   | Anglia                       | Peter Ebdon                  | 3                            |  |  |                           |                           |                           |  |  |                       |                       |                       |
|  |                            |                            |                            |                   |   | Anglia                       | Peter Ebdon                  | 3                            |  |  |                           |                           |                           |  |  |                       |                       |                       |
|  |                            |                            | Anglia                     | Shaun Murphy      | 5 |                              |                              |                              |  |  |                           |                           |                           |  |  |                       |                       |                       |
|  | Anglia                     | Shaun Murphy               | Anglia                     | Shaun Murphy      | 5 | 5                            |                              |                              |  |  |                           |                           |                           |  |  |                       |                       |                       |
|  | Anglia                     | Shaun Murphy               |                            |                   |   |                              |                              |                              |  |  |                           |                           |                           |  |  |                       |                       |                       |
|  | Walia                      | Ryan Day                   | 3                          |                   |   |                              |                              |                              |  |  |                           |                           |                           |  |  |                       |                       |                       |
|  | Walia                      | Ryan Day                   | 3                          |                   |   | Anglia                       | Ronnie O’Sullivan            | 6                            |  |  |                           |                           |                           |  |  |                       |                       |                       |
|  |                            |                            |                            |                   |   |                              |                              |                              |  |  |                           |                           |                           |  |  |                       |                       |                       |
|  |                            |                            | Hongkong                   | Marco Fu          | 9 |                              |                              |                              |  |  |                           |                           |                           |  |  |                       |                       |                       |
|  | Anglia                     | Allister Carter            | Hongkong                   | Marco Fu          | 9 | 3                            |                              |                              |  |  |                           |                           |                           |  |  |                       |                       |                       |
|  | Anglia                     | Allister Carter            |                            |                   |   |                              |                              |                              |  |  |                           |                           |                           |  |  |                       |                       |                       |
|  | Anglia                     | Joe Perry                  | 5                          |                   |   |                              |                              |                              |  |  |                           |                           |                           |  |  |                       |                       |                       |
|  | Anglia                     | Joe Perry                  | 5                          |                   |   | Anglia                       | Joe Perry                    | 3                            |  |  |                           |                           |                           |  |  |                       |                       |                       |
|  |                            |                            |                            |                   |   | Anglia                       | Joe Perry                    | 3                            |  |  |                           |                           |                           |  |  |                       |                       |                       |
|  |                            |                            | Irlandia Północna          | Gerard Greene     | 5 |                              |                              |                              |  |  |                           |                           |                           |  |  |                       |                       |                       |
|  | Anglia                     | Ricky Walden               | Irlandia Północna          | Gerard Greene     | 5 | 0                            |                              |                              |  |  |                           |                           |                           |  |  |                       |                       |                       |
|  | Anglia                     | Ricky Walden               |                            |                   |   |                              |                              |                              |  |  |                           |                           |                           |  |  |                       |                       |                       |
|  | Irlandia Północna          | Gerard Greene              | 5                          |                   |   |                              |                              |                              |  |  |                           |                           |                           |  |  |                       |                       |                       |
|  | Irlandia Północna          | Gerard Greene              | 5                          |                   |   | Irlandia Północna            | Gerard Greene                | 5                            |  |  |                           |                           |                           |  |  |                       |                       |                       |
|  |                            |                            |                            |                   |   |                              |                              |                              |  |  |                           |                           |                           |  |  |                       |                       |                       |
|  |                            |                            | Hongkong                   | Marco Fu          | 6 |                              |                              |                              |  |  |                           |                           |                           |  |  |                       |                       |                       |
|  | Szkocja                    | Stephen Maguire            | Hongkong                   | Marco Fu          | 6 | 3                            |                              |                              |  |  |                           |                           |                           |  |  |                       |                       |                       |
|  | Szkocja                    | Stephen Maguire            |                            |                   |   |                              |                              |                              |  |  |                           |                           |                           |  |  |                       |                       |                       |
|  |                            | Liu Song                   | 5                          |                   |   |                              |                              |                              |  |  |                           |                           |                           |  |  |                       |                       |                       |
|  |                            | Liu Song                   | 5                          |                   |   | Liu Song                     | 0                            |                              |  |  |                           |                           |                           |  |  |                       |                       |                       |
|  |                            |                            |                            |                   |   | Liu Song                     | 0                            |                              |  |  |                           |                           |                           |  |  |                       |                       |                       |
|  |                            |                            | Hongkong                   | Marco Fu          | 5 |                              |                              |                              |  |  |                           |                           |                           |  |  |                       |                       |                       |
|  | Szkocja                    | John Higgins               | Hongkong                   | Marco Fu          | 5 | 4                            |                              |                              |  |  |                           |                           |                           |  |  |                       |                       |                       |
|  | Szkocja                    | John Higgins               |                            |                   |   |                              |                              |                              |  |  |                           |                           |                           |  |  |                       |                       |                       |
|  | Hongkong                   | Marco Fu                   | 5                          |                   |   |                              |                              |                              |  |  |                           |                           |                           |  |  |                       |                       |                       |
|  | Hongkong                   | Marco Fu                   | 5                          |                   |   |                              |                              |                              |  |  |                           |                           |                           |  |  |                       |                       |                       |
|  |                            |                            |                            |                   |   |                              |                              |                              |  |  |                           |                           |                           |  |  |                       |                       |                       |